# Dom Pod Ogrojcem w Krakowie
Dom Pod Ogrojcem – zabytkowa kamienica znajdująca się w Krakowie, w dzielnicy I przy placu Mariackim 8, na Starym Mieście. 

## Historia
W XIV wieku wzniesiono w miejscu obecnej kamienicy oficynę domu przy ulicy Siennej 4, której tylna elewacja wychodziła na cmentarz przy Kościele Mariackim. W późniejszych wiekach oficyna ta została przebudowana na samodzielny budynek, zwany od przypisywanej Witowi Stwoszowi płaskorzeźby Chrystusa w Ogrojcu na fasadzie – Pod Ogrojcem. W 1895 budynek ten został wyburzony. W jego miejscu wzniesiono nowy, dwupiętrowy dom z charakterystycznie przełamaną fasadą, na której umieszczono płaskorzeźbę z wyburzonego budynku. Budowę ukończono w 1896. W 1911 roku właściciel kamienicy kupiec Ludwik Halski przekazał rzeźbę Muzeum Narodowemu a w jej miejscu umieścił kopię.
26 listopada 1984 kamienica została wpisana do rejestru zabytków. Znajduje się także w gminnej ewidencji zabytków.

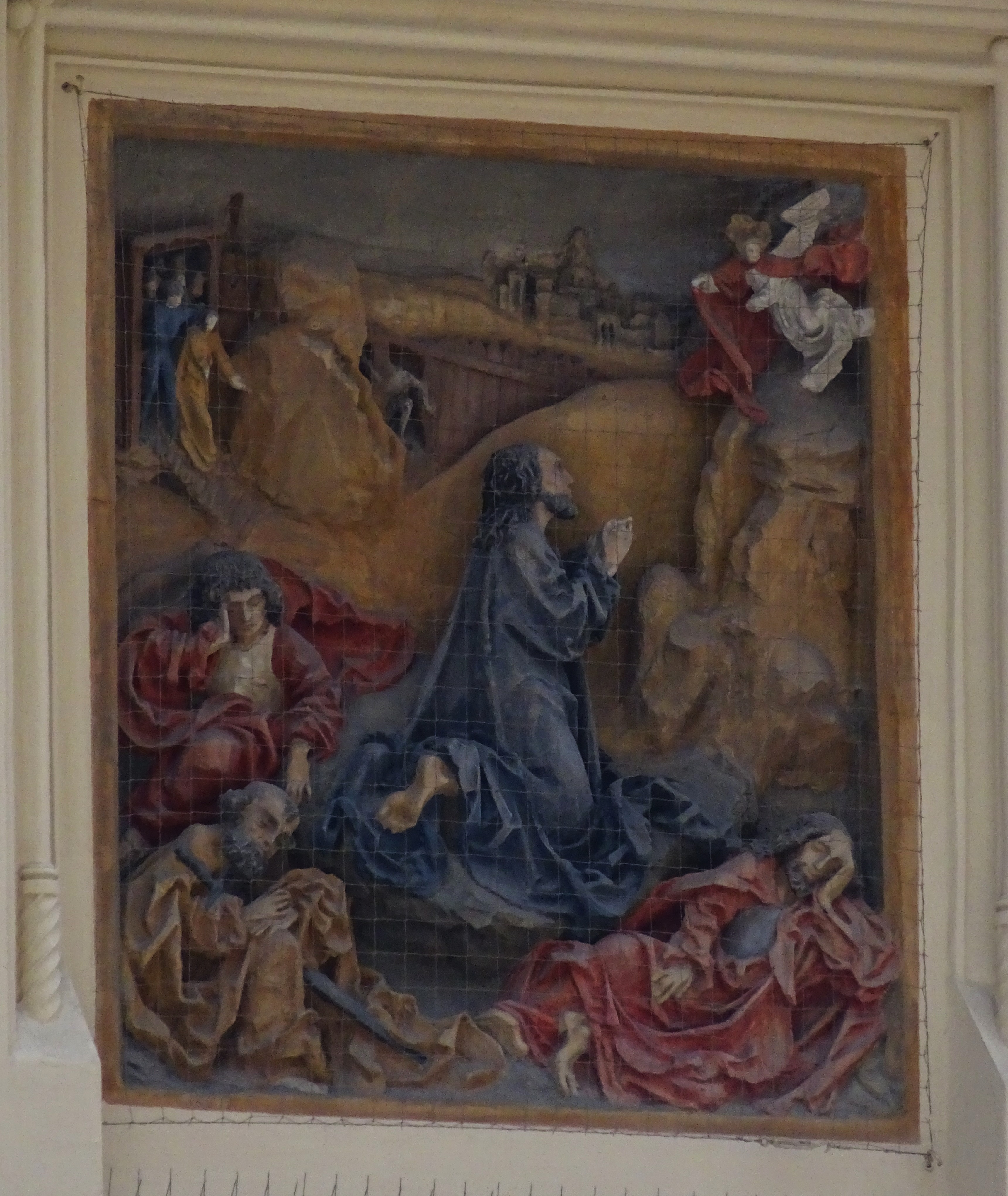
Płaskorzeźba Jezusa w Ogrojcu w elewacji kamienicy